# Filialkirche Gütle

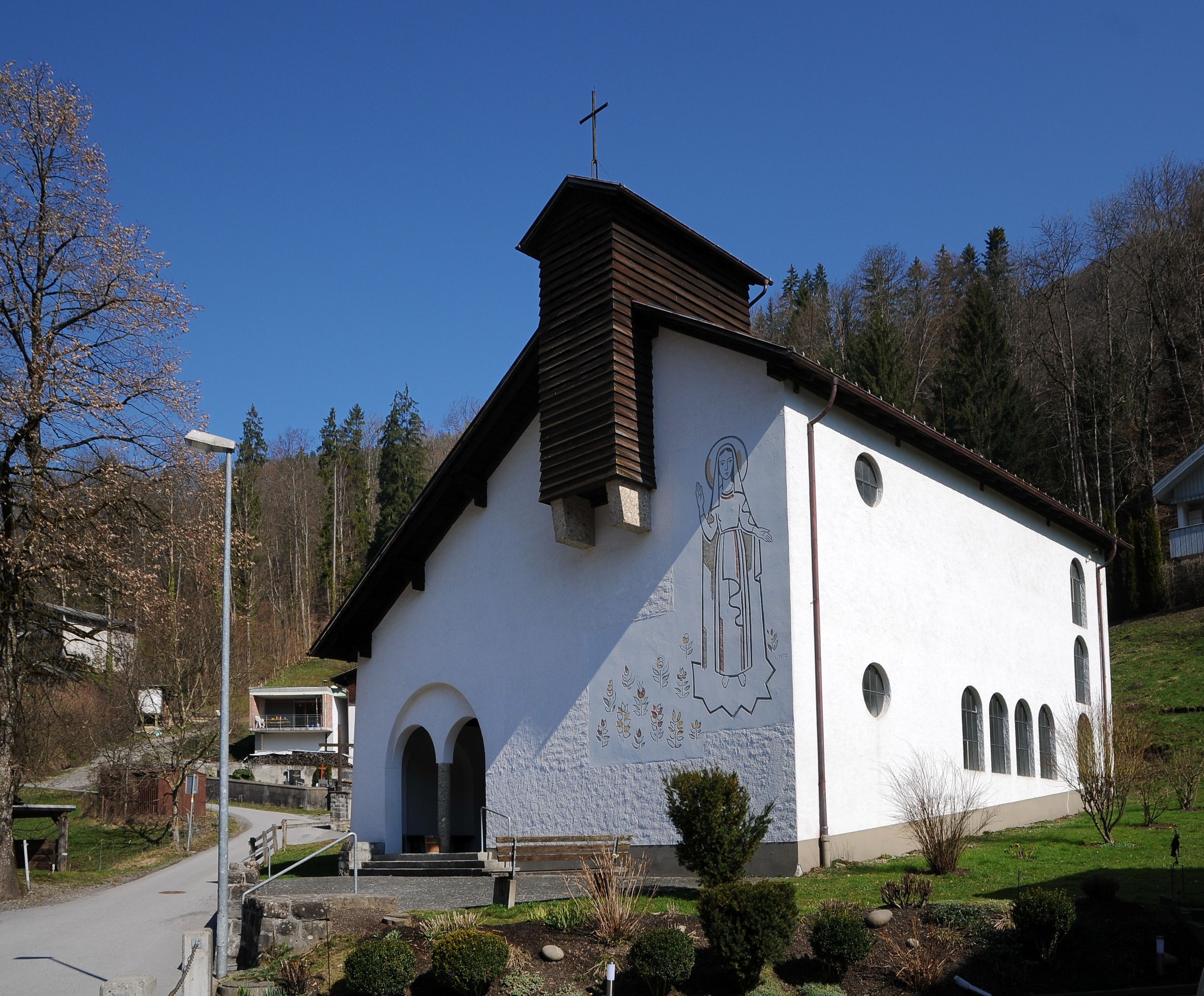
Kath. Filialkirche in Gütle

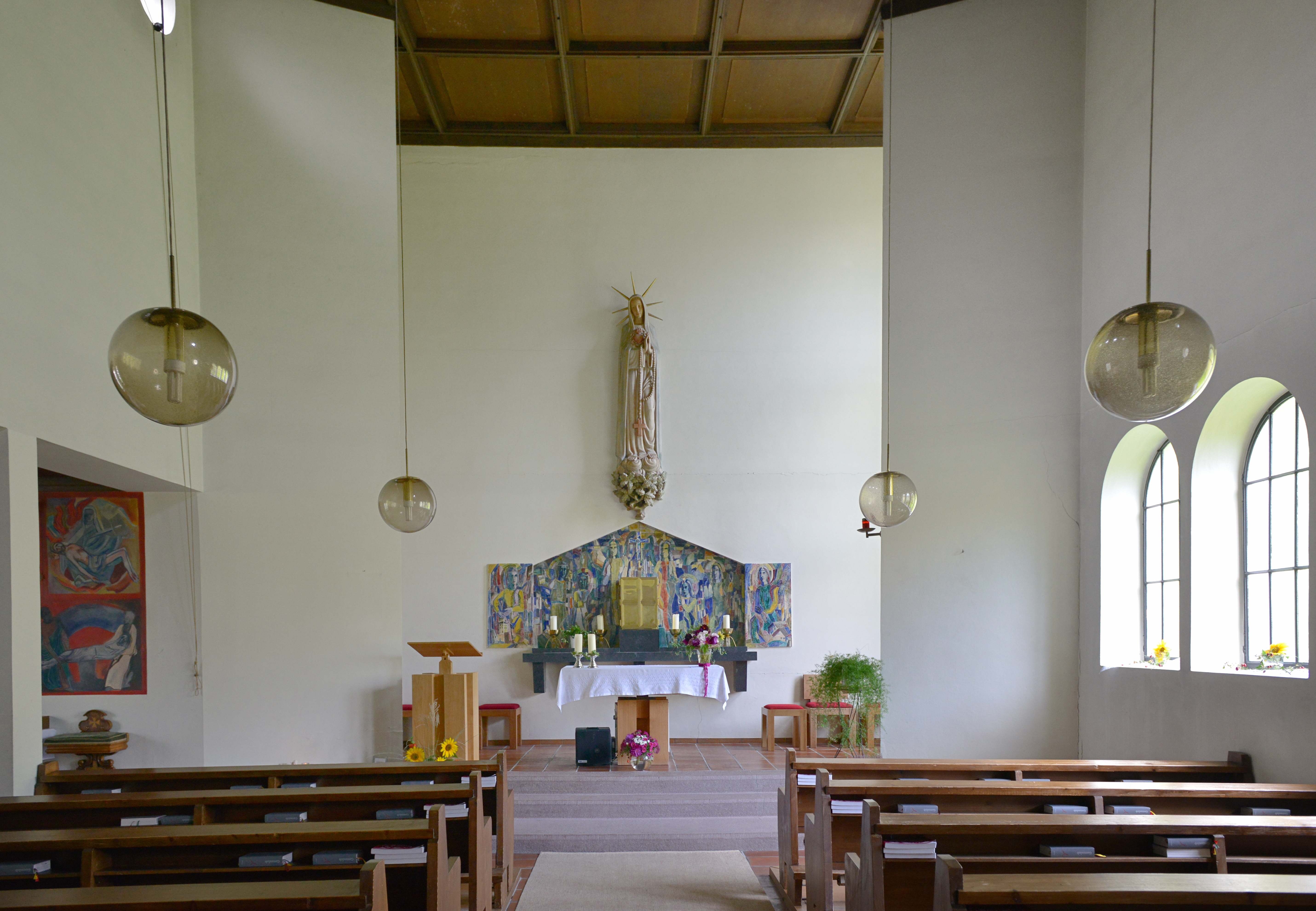
Innenansicht

Die römisch-katholische Filialkirche Gütle (auch: Fátimakirche oder Fátimakapelle Gütle) steht im Ortsteil Gütle der Gemeinde Dornbirn im Bezirk Dornbirn in Vorarlberg. Sie ist der heiligen Gottesmutter von Fátima geweiht und gehört als Filialkirche der Pfarre Dornbirn-Oberdorf zum Dekanat Dornbirn in der Diözese Feldkirch. Das Bauwerk aus den Jahren 1949/50 steht unter Denkmalschutz.

## Baubeschreibung
Außenbeschreibung
Die Kirche ist ein Rechteckbau mit westlich anschließender niederer Seitenkapelle und gerade abschließendem Altarraum. An der Fassade ist ein vorragender Turmaufsatz. Die Eingangshalle weist zwei Rundbogenarkaden, die auf Säulen ruhen, auf. An der Fassade ist ein Sgraffito einer Fatimamadonna von Leopold Fetz aus dem Jahr 1951 angebracht. Aufgrund von Hangrutschungen sind im Mauerwerk Risse erkennbar, die sich immer mehr erweitern und welche auch die Malereien beeinträchtigen.
Innenbeschreibung
Der Betraum hat eine Flachdecke sowie eine schräg eingezogene Chorbogenwand. Der rechteckige Altarraum ist ebenfalls flach gedeckt. Die Empore ist gerade. 

## Ausstattung
Über dem Altar ist ein aus Ton gebranntes Gemälde von Martin Häusle sowie die Figur einer Fatimamadonna von Jakob Summer. In der Seitenkapelle ist der Kreuzweg in Form eines Freskos. Er wurde 1958 von Martin Häusle gemalt und 1980 durch A. Kob restauriert. Über dem Altar in der Seitenkapelle ist ein Kruzifix aus dem 18. Jahrhundert. Die bisherige elektronische Orgel wurde vor Ostern 2022 durch eine Orgel, die bisher in Beringen installiert war, ausgetauscht. Diese Orgel wurde von Jan de Gier 1985 gebaut und von Roswitha Fessler-Ketteler gespendet.